# Саутвік (Массачусетс)
Саутвік (англ. Southwick) — місто (англ. town) в США, в окрузі Гемпден штату Массачусетс. Населення — 9232 особи (2020).

## Демографія
Згідно з переписом 2010 року, у місті мешкали 9502 особи в 3710 домогосподарствах у складі 2572 родин. Було 3916 помешкань
Расовий склад населення:
| - 96,4 % — білих - 0,9 % — чорних або афроамериканців - 0,8 % — азіатів - 0,3 % — корінних американців |

До двох чи більше рас належало 1,3 %. Частка іспаномовних становила 2,1 % від усіх жителів.
За віковим діапазоном населення розподілялося таким чином: 22,2 % — особи молодші 18 років, 63,1 % — особи у віці 18—64 років, 14,7 % — особи у віці 65 років та старші. Медіана віку мешканця становила 43,6 року. На 100 осіб жіночої статі у місті припадало 98,5 чоловіків;  на 100 жінок у віці від 18 років та старших — 96,5 чоловіків також старших 18 років.
Середній дохід на одне домашнє господарство  становив 96 061 долар США (медіана — 76 737), а середній дохід на одну сім'ю — 111 112 долари (медіана — 91 731). Медіана доходів становила 58 583 долари для чоловіків та 57 500 доларів для жінок. За межею бідності перебувало 7,2 % осіб, у тому числі 9,3 % дітей у віці до 18 років та 5,2 % осіб у віці 65 років та старших.
Цивільне працевлаштоване населення становило 4883 особи. Основні галузі зайнятості: освіта, охорона здоров'я та соціальна допомога — 27,3 %, виробництво — 13,5 %, фінанси, страхування та нерухомість — 9,5 %, роздрібна торгівля — 9,4 %.